# Polski Związek Triathlonu
Polski Związek Triathlonu (PZTri) – polska organizacja zrzeszająca zawodników, trenerów i działaczy polskiego triathlonu powstała w 1989 z siedzibą w Warszawie. Polski Związek Triathlonu jest członkiem Międzynarodowej Unii Triathlonu (ITU).

## Historia
Początki strzelectwa sportowego w Polsce przypadają na wczesne lata osiemdziesiąte, kiedy to w lipcu 1984 poznańskie Towarzystwo Krzewienia Kultury Fizycznej zorganizowało Ogólnopolską Spartakiadę Młodzieży i po raz pierwszy w Polsce do programu wciągnięty został turniej triathlonu. 20–21 września 1986 roku w Poznaniu zostaje powołana Krajowa Komisja Triathlonu przy Zarządzie Głównym TKKF.
8 września 1989 roku został założony Polski Związek Triathlonu (PZTri) z siedzibą w Warszawie, a 26 września 1989 decyzją Komitetu do Spraw Młodzieży i Kultury Fizycznej został do rejestru Stowarzyszeń Kultury Fizycznej oraz zatwierdzony statut związku.

## Struktura organizacji
Władzami Związku są:
- Walne Zgromadzenie,
- Zarząd[1],
- Komisja Rewizyjna.